# Huang Geng
Huang Geng (né le 10 juillet 1970 à Zhengzhou) est un athlète chinois, spécialiste du saut en longueur.

## Biographie
Vainqueur des Jeux asiatiques de 1994, il remporte la médaille d'or du saut en longueur des championnats d'Asie 1995, à Djakarta, avec la marque de 8,26 m. Il atteint la finale des Jeux olympiques de 1992 et 1996, et des championnats du monde de 1995. 

### Palmarès
| Date | Compétition                    | Lieu      | Résultat | Performance |
| ---- | ------------------------------ | --------- | -------- | ----------- |
| 1990 | Jeux asiatiques                | Pékin     | 2e       | 7,86 m      |
| 1992 | Jeux olympiques                | Barcelone | 8e       | 7,87 m      |
| 1994 | Jeux asiatiques                | Hiroshima | 1er      | 7,86 m      |
| 1995 | Championnats du monde en salle | Barcelone | 8e       |             |
| 1995 | Championnats du monde          | Göteborg  | 7e       | 7,94 m      |
| 1995 | Championnats d'Asie            | Djakarta  | 1er      | 8,26 m      |
| 1996 | Jeux olympiques                | Atlanta   | 9e       | 7,99 m      |

### Records
| Épreuve          | Performance | Lieu    | Date        |
| ---------------- | ----------- | ------- | ----------- |
| Saut en longueur | 8,38 m      | Taiyuan | 18 mai 1995 |